# عین‌خاتون علیا
عین‌خاتون علیا، روستایی از توابع بخش مرکزی شهرستان بافت در استان کرمان ایران است.

## جمعیت
این روستا در دهستان کیسکان قرار دارد و براساس سرشماری مرکز آمار ایران در سال ۱۳۹۵، جمعیت آن ۶۹ نفر (۲۴ خانوار) بوده‌است.